# Estonie aux Jeux olympiques d'été de 2020
L'Estonie participe aux Jeux olympiques de 2020 à Tokyo au Japon. Il s'agit de sa 12e participation à des Jeux d'été.

## Médaillés
| Sport   | Discipline                | Athlète(s)                                              | Performance                        | Date       |
| ------- | ------------------------- | ------------------------------------------------------- | ---------------------------------- | ---------- |
| Escrime | Épée féminine par équipes | Julia Beljajeva Irina Embrich Erika Kirpu Katrina Lehis | Finale Corée du Sud Victoire 36-32 | 27 juillet |

| Sport   | Discipline                 | Athlète(s)    | Performance                                             | Date       |
| ------- | -------------------------- | ------------- | ------------------------------------------------------- | ---------- |
| Escrime | Épée féminine individuelle | Katrina Lehis | Match pour la 3e place Aizanat Murtazaeva Victoire 15-8 | 24 juillet |

## Athlètes engagés
| Sport       | Hommes | Femmes | Total |
| ----------- | ------ | ------ | ----- |
| Athlétisme  | 6      | 1      | 7     |
| Aviron      | 4      | 0      | 4     |
| Badminton   | 1      | 1      | 2     |
| Cyclisme    | 2      | 1      | 3     |
| Équitation  | 0      | 1      | 1     |
| Escrime     | 0      | 4      | 4     |
| Judo        | 1      | 0      | 1     |
| Lutte       | 1      | 1      | 2     |
| Natation    | 2      | 1      | 3     |
| Tennis      | 0      | 1      | 1     |
| Tir         | 1      | 0      | 1     |
| Tir à l'arc | 0      | 1      | 1     |
| Triathlon   | 0      | 1      | 1     |
| Voile       | 1      | 1      | 2     |
| Total       | 19     | 14     | 33    |

## Résultats

### Athlétisme
L'Estonie bénéficie d'une place attribuée au nom de l'universalité des Jeux. Ksenija Balta dispute le saut en longueur féminin.
| Athlète       | Épreuve              | 1er tour    | 1er tour    | Demi-finale | Demi-finale | Finale          | Finale |
| Athlète       | Épreuve              | Temps       | Rang        | Temps       | Rang        | Temps           | Rang   |
| ------------- | -------------------- | ----------- | ----------- | ----------- | ----------- | --------------- | ------ |
| Rasmus Mägi   | 400 m haies masculin | 48 s 73     | 2e          | 48 s 36 NR  | 2e          | 48 s 11 NR      | 7e     |
| Roman Fosti   | Marathon masculin    | Non disputé | Non disputé | Non disputé | Non disputé | 2 h 25 min 37 s | 68e    |
| Tiidrek Nurme | Marathon masculin    | Non disputé | Non disputé | Non disputé | Non disputé | 2 h 16 min 16 s | 27e    |

| Athlète       | Épreuve                  | Qualification | Qualification | Finale      | Finale   |
| Athlète       | Épreuve                  | Performance   | Rang          | Performance | Rang     |
| ------------- | ------------------------ | ------------- | ------------- | ----------- | -------- |
| Ksenija Balta | Saut en longueur féminin | NM            | -             | Éliminée    | Éliminée |

| Athlète      | Épreuve  | 100 m   | SL     | LP      | SH     | 400 m   | 110 H   | LD      | SP     | LJ      | 1 500 m       | Total | Rang |
| ------------ | -------- | ------- | ------ | ------- | ------ | ------- | ------- | ------- | ------ | ------- | ------------- | ----- | ---- |
| Johannes Erm | Résultat | 11 s 4  | 7,36 m | 14,60 m | 1,99 m | 48 s 25 | 14 s 55 | 45,72 m | 4,80 m | 58,41 m | 4 min 28 s 42 | 8 213 | 11e  |
| Johannes Erm | Points   | 852     | 900    | 765     | 794    | 897     | 905     | 782     | 849    | 714     | 755           | 8 213 | 11e  |
| Karel Tilga  | Résultat | 11 s 31 | 6,77 m | 15,25 m | 2,02 m | 50 s 48 | 16 s 10 | 41,31 m | NM     | 73,36 m | 4 min 38 s 24 | 7 018 | 20e  |
| Karel Tilga  | Points   | 793     | 760    | 805     | 822    | 793     | 722     | 691     | 0      | 941     | 691           | 7 018 | 20e  |
| Maicel Uibo  | Résultat | 11 s 32 | 7,37 m | 13,95 m | 2,02 m | 50 s 82 | 14 s 83 | 46,38 m | 5,50 m | 50,64 m | 4 min 38 s 64 | 8 037 | 15e  |
| Maicel Uibo  | Points   | 791     | 903    | 725     | 822    | 777     | 870     | 795     | 1 067  | 598     | 689           | 8 037 | 15e  |

### Aviron
| Athlète                                                 | Compétition               | Série         | Série | Repêchages    | Repêchages | Finale                 | Finale |
| Athlète                                                 | Compétition               | Temps         | Rang  | Temps         | Rang       | Temps                  | Rang   |
| ------------------------------------------------------- | ------------------------- | ------------- | ----- | ------------- | ---------- | ---------------------- | ------ |
| Tõnu Endrekson Allar Raja Kaspar Taimsoo Jüri-Mikk Udam | Quatre de couple masculin | 5 min 47 s 12 | 3e    | 5 min 56 s 52 | 2e         | Finale A 5 min 38 s 58 | 6e     |

### Badminton
| Athlète       | Compétition   | Phase de groupes             | Phase de groupes                    | Phase de groupes | 1/8e de finale   | Quarts de finale | Demi-finales     | Finale           | Finale   |
| Athlète       | Compétition   | Adversaire Score             | Adversaire Score                    | Rang             | Adversaire Score | Adversaire Score | Adversaire Score | Adversaire Score | Rang     |
| ------------- | ------------- | ---------------------------- | ----------------------------------- | ---------------- | ---------------- | ---------------- | ---------------- | ---------------- | -------- |
| Raul Must     | Simple hommes | Chen Défaite 10-21, 9-21     | Abián Défaite 7-21, 11-21           | 3e du gr. N      | Éliminé          | Éliminé          | Éliminé          | Éliminé          | Éliminé  |
| Kristin Kuuba | Simple dames  | Macías Victoire 21-19, 21-13 | Ongbamrungphan Défaite 16-21, 12-21 | 2e du gr. D      | Éliminée         | Éliminée         | Éliminée         | Éliminée         | Éliminée |

### Cyclisme
| Athlète       | Compétition             | Temps           | Rang    |
| ------------- | ----------------------- | --------------- | ------- |
| Tanel Kangert | Contre-la-montre hommes | 59 min 5 s 25   | 22e     |
| Tanel Kangert | Course en ligne hommes  | 6 h 15 min 38 s | 46e     |
| Peeter Pruus  | Course en ligne hommes  | Abandon         | Abandon |

| Athlète     | Compétition | Temps           | Rang |
| ----------- | ----------- | --------------- | ---- |
| Janika Lõiv | Femmes      | 1 h 23 min 17 s | 17e  |

### Équitation
| Athlète        | Cheval     | Compétition | Grand Prix | Grand Prix | Grand prix spécial | Grand prix spécial | Grand prix libre | Grand prix libre | Total    | Total    |
| Athlète        | Cheval     | Compétition | Score      | Rang       | Score              | Rang               | Technique        | Artistique       | Score    | Rang     |
| -------------- | ---------- | ----------- | ---------- | ---------- | ------------------ | ------------------ | ---------------- | ---------------- | -------- | -------- |
| Dina Ellermann | Donna Anna | Individuel  | 65,435     | 49e        | Non disputé        | Non disputé        | Éliminée         | Éliminée         | Éliminée | Éliminée |

### Escrime
L'Estonie s'est qualifiée à l'épée dames par équipes, lui permettant d'aligner trois tireuses dans l'épreuve individuelle. Katrina Lehis décroche la médaille de bronze en individuel, la première de sa délégation durant ces Jeux et la première pour son pays dans une épreuve olympique d'escrime.
| Athlète                                                     | Compétition       | 1/32e de finale  | 1/16e de finale           | 1/8e de finale          | Quarts de finale       | Demi-finale Classement 5-8 | Finale 3e place Classement 5e, 7e places | Rang                                |
| Athlète                                                     | Compétition       | Adversaire Score | Adversaire Score          | Adversaire Score        | Adversaire Score       | Adversaire Score           | Adversaire Score                         | Rang                                |
| ----------------------------------------------------------- | ----------------- | ---------------- | ------------------------- | ----------------------- | ---------------------- | -------------------------- | ---------------------------------------- | ----------------------------------- |
| Katrina Lehis                                               | Épée individuelle | Exemptée         | Trzebińska Victoire 11-10 | Navarria Victoire 15-10 | Fiamingo Victoire 15-7 | Popescu Défaite 11-15      | Murtazaeva (33) Victoire 15-8            | Médaille de bronze, Jeux olympiques |
| Erika Kirpu                                                 | Épée individuelle | Exemptée         | Hurley Défaite 14-15      | Éliminée                | Éliminée               | Éliminée                   | Éliminée                                 | 24e                                 |
| Julia Beljajeva                                             | Épée individuelle | Exemptée         | Vitalis Victoire 15-5     | Satō Victoire 15-10     | Popescu Défaite 8-15   | Éliminée                   | Éliminée                                 | 7e                                  |
| Katrina Lehis Erika Kirpu Julia Beljajeva Irina Embrich (r) | Épée par équipes  | Non disputé      | Non disputé               | Non disputé             | Pologne Victoire 29-26 | Italie Victoire 42-34      | Corée du Sud Victoire 36-32              | Médaille d'or, Jeux olympiques      |

### Judo
| Athlète          | Compétition            | 1er tour                  | 2e tour             | Quart de finale     | Demi-finale         | Repêchage           | Finale / MB         | Rang    |
| Athlète          | Compétition            | Adversaire Résultat       | Adversaire Résultat | Adversaire Résultat | Adversaire Résultat | Adversaire Résultat | Adversaire Résultat | Rang    |
| ---------------- | ---------------------- | ------------------------- | ------------------- | ------------------- | ------------------- | ------------------- | ------------------- | ------- |
| Grigori Minaškin | Moins de 100 kg hommes | Otgonbaatar Défaite 00-01 | Éliminé             | Éliminé             | Éliminé             | Éliminé             | Éliminé             | Éliminé |

### Lutte
| Athlète       | Compétition                 | Huitièmes de finale   | Quarts de finale     | Demi-finale         | Repêchage           | Finale 3e place Classement | Rang     |
| Athlète       | Compétition                 | Adversaire Résultat   | Adversaire Résultat  | Adversaire Résultat | Adversaire Résultat | Adversaire Résultat        | Rang     |
| ------------- | --------------------------- | --------------------- | -------------------- | ------------------- | ------------------- | -------------------------- | -------- |
| Epp Mäe       | Libre femmes 76 kg          | Wiebe Victoire 5-4    | Minagawa Défaite 0-3 | Éliminée            | Éliminée            | Éliminée                   | Éliminée |
| Artur Vititin | Gréco-romaine hommes 130 kg | Abdullaev Défaite 0-8 | Éliminé              | Éliminé             | Éliminé             | Éliminé                    | Éliminé  |

### Natation
| Athlète         | Épreuve                   | Série            | Série | Demi-finale   | Demi-finale | Finale   | Finale   |
| Athlète         | Épreuve                   | Temps            | Rang  | Temps         | Rang        | Temps    | Rang     |
| --------------- | ------------------------- | ---------------- | ----- | ------------- | ----------- | -------- | -------- |
| Kregor Zirk     | 200 m nage libre masculin | 1 min 46 s 10 NR | 11e   | 1 min 46 s 67 | 13e         | Éliminé  | Éliminé  |
| Kregor Zirk     | 400 m nage libre masculin | 3 min 47 s 5 NR  | 15e   | Non disputé   | Non disputé | Éliminé  | Éliminé  |
| Kregor Zirk     | 100 m papillon masculin   | 52 s 82          | 41e   | Éliminé       | Éliminé     | Éliminé  | Éliminé  |
| Kregor Zirk     | 200 m papillon masculin   | 1 min 57 s 26    | 25e   | Éliminé       | Éliminé     | Éliminé  | Éliminé  |
| Martin Allikvee | 200 m brasse masculin     | 2 min 12 s 60    | 25e   | Éliminé       | Éliminé     | Éliminé  | Éliminé  |
| Eneli Jefimova  | 100 m brasse féminin      | 1 min 6 s 79     | 14e   | 1 min 7 s 58  | 16e         | Éliminée | Éliminée |
| Eneli Jefimova  | 200 m brasse féminin      | 2 min 27 s 87    | 27e   | Éliminée      | Éliminée    | Éliminée | Éliminée |

### Tennis
| Athlète         | Épreuve      | 1/32e de finale          | 1/16e de finale     | 1/8e de finale      | Quarts de finale    | Demi-finale         | Finale / MB         | Rang     |
| Athlète         | Épreuve      | Adversaire Résultat      | Adversaire Résultat | Adversaire Résultat | Adversaire Résultat | Adversaire Résultat | Adversaire Résultat | Rang     |
| --------------- | ------------ | ------------------------ | ------------------- | ------------------- | ------------------- | ------------------- | ------------------- | -------- |
| Anett Kontaveit | Simple dames | Sákkari Défaite 5-7, 2-6 | Éliminée            | Éliminée            | Éliminée            | Éliminée            | Éliminée            | Éliminée |

### Tir
| Athlète      | Compétition                  | Qualification | Qualification | Finale  | Finale  |
| Athlète      | Compétition                  | Points        | Rang          | Points  | Rang    |
| ------------ | ---------------------------- | ------------- | ------------- | ------- | ------- |
| Peeter Olesk | Pistolet à air comprimé 10 m | 564           | 33e           | Éliminé | Éliminé |
| Peeter Olesk | Pistolet à 25 m tir rapide,  | 572           | 19e           | Éliminé | Éliminé |

### Tir à l'arc
| Athlète      | Compétition        | Tour préliminaire | Tour préliminaire | 1er tour               | 2e tour          | 3e tour          | Quarts de finale | Demi-finale      | Finale / 3e place | Rang     |
| Athlète      | Compétition        | Score             | Rang              | Adversaire Score       | Adversaire Score | Adversaire Score | Adversaire Score | Adversaire Score | Adversaire Score  | Rang     |
| ------------ | ------------------ | ----------------- | ----------------- | ---------------------- | ---------------- | ---------------- | ---------------- | ---------------- | ----------------- | -------- |
| Reena Pärnat | Individuel femmes, | 626               | 53e               | Baránková Victoire 6-4 | Lin Défaite 3-7  | Éliminée         | Éliminée         | Éliminée         | Éliminée          | Éliminée |

### Triathlon
| Athlète       | Compétition | Natation (1,5 km) | Transition 1 | Vélo (40 km)    | Transition 2    | Course (10 km)  | Temps           | Résultat        |
| ------------- | ----------- | ----------------- | ------------ | --------------- | --------------- | --------------- | --------------- | --------------- |
| Kaidi Kivioja | Femmes      | 21 min 40 s       | 48 s         | Concède un tour | Concède un tour | Concède un tour | Concède un tour | Concède un tour |

### Voile
| Athlète           | Compétition  | Régate | Régate | Régate | Régate | Régate | Régate | Régate | Régate | Régate | Régate | Régate      | Régate      | Régate | Total net | Rang final |
| Athlète           | Compétition  | 1      | 2      | 3      | 4      | 5      | 6      | 7      | 8      | 9      | 10     | 11          | 12          | CM     | Total net | Rang final |
| ----------------- | ------------ | ------ | ------ | ------ | ------ | ------ | ------ | ------ | ------ | ------ | ------ | ----------- | ----------- | ------ | --------- | ---------- |
| Karl-Martin Rammo | Laser hommes | 16     | 13     | 19     | 8      | 1      | 21     | 12     | 25     | 1      | 26     | Non disputé | Non disputé | EL     | 116       | 15e        |
| Ingrid Puusta     | RS:X femmes  | 15     | 12     | 16     | 10     | 14     | 17     | 17     | 17     | 17     | 18     | 13          | 18          | EL     | 166       | 16e        |